# Richard With (Schiff, 1993)
Die Richard With ist eines der RoPax-Schiffe der Reederei Hurtigruten AS, die auf der Postschiffroute an der Küste Norwegens im Linienverkehr eingesetzt werden. Namensgeber ist der norwegische Kapitän Richard With, einer der Gründer der Hurtigruten. With war der erste, der die Strecke von Bergen nach Hammerfest auch während der Nacht befuhr. Zuvor trug ein erstes Schiff der Hurtigruten diesen Namen.

## Geschichte

### Bau und Indienststellung
Die Richard With ist nach der Kong Harald und der Nordlys das dritte Schiff der Hurtigruten AS, das auf der Volkswerft Stralsund entstand. Sie wurde am 31. März 1992 mit der Baunummer 103 auf Kiel gelegt. Der Stapellauf erfolgte am 14. Februar 1993. Nach der Fertigstellung wurde das Schiff am 19. November 1993 von Åshild Haugan in Stralsund auf den Namen Richard With getauft und am 22. November 1993 an die Reederei Ofotens og Vesteraalens Dampskibsselskap A/S (OVDS) abgeliefert.

### Einsatz
Ende November 1993 nahm die Richard With den planmäßigen Liniendienst auf der Hurtigruten auf. Ende 2002 übernahm eine Investorengemeinschaft das Schiff, das jedoch weiterhin in Charter der Reederei OVDS auf der Hurtigruten eingesetzt wurde. Seit 16. Dezember 2005 ist die Kystruten KS mit Sitz in Narvik Eigner der Richard With.

### Zwischenfälle
Am Morgen des 6. Januar 2009 gegen 8:20 Uhr erfasste eine Windbö die Richard With bei dem planmäßigen Anlegemanöver im Hafen von Trondheim und drückte das Schiff mit großer Wucht gegen die Kaimauer von Pier 2. Dabei wurde der Steuerbordpropeller beschädigt und durch ein Leck drang Wasser in den Maschinenraum ein. Im Laufe des Tages entwickelte das Schiff eine Backbordschlagseite von 15 Grad. Alle 153 Passagiere an Bord konnten das Schiff unverletzt verlassen. Zunächst stabilierten Lenzpumpen die Richard With, später wurde sie von zwei Schleppern in die Werft GMC Maritime nach Stavanger verbracht.
Nach einer Reparatur in Bremerhaven nahm die Richard With am 5. April 2009 ihren Liniendienst ab Bergen wieder auf, nachdem sie in der Zwischenzeit durch die Nordlys ersetzt worden war.
Im Anschluss an einen Werftaufenthalt in der Myklebust Verft lief das Schiff am 5. August 2022 bei der Ortschaft Solund im Eingangsbereich des Sognefjordes nach einem Ausfall der technischen Systeme auf Grund. Es musste von Schleppern begleitet zurück in die Myklebust Verft fahren und wurde bei drei Hurtigrutenumläufen durch die Kong Harald ersetzt, die wiederum ihren geplanten Werftaufhalt (Umrüstung auf Hybridschiff) aufschieben musste.

### Modernisierung
Im November 2018 dockte die Richard With für eine Generalüberholung in der Fosen-Werft ein. In einem ersten Schritt wurde die Innenausstattung des Schiffes gemäß den neuen Standards der Hurtigruten modernisiert. In einem zweiten Schritt sollte der Antrieb innerhalb der nächsten zwei Jahre auf Flüssigerdgas umgestellt werden, um Auflagen der norwegischen Regierung zur Verlängerung der Konzession nachzukommen. Während Havila Kystruten für seine vier Schiffsneubauten Flüssigerdgas einsetzt, erwies sich die Umrüstung der vorhandenen Schiffe für Hurtigruten als nicht machbar. Von Februar bis Anfang August 2022 wurde das Schiff daher von Kongsberg Maritime in der Myklebust Verft auf Hybrid (Biodiesel mit Batteriepack) umgerüstet.
Bei längeren Liegezeiten in einigen Häfen wird der Batteriespeicher aufgeladen. Auch im Inneren erfolgten Umbauten, beispielsweise im Restaurantbereich. Am Heck auf Deck 6 wurden zwei Whirlpools installiert.

## Maschinenanlage und Antrieb
Die dieselmechanische Antriebsanlage der Richard With bestand ursprünglich aus zwei mittelschnell laufenden (Drehzahl: 500/min) Sechszylinder-Viertakt-Dieselmotoren des Typs MaK 6M552C, die über Reduktionsgetriebe (Lohmann GCK 755) auf jeweils einen KaMeWa-Verstellpropeller wirkten. Anfang 2014 wurde die konventionelle Propeller-Ruder-Anordnung im Rahmen von Modernisierungsmaßnahmen durch das integrierte Propeller-Ruder-System „Promas Lite“ von Rolls-Royce ersetzt. Damit sollte die Effektivität des Antriebs bei Geschwindigkeiten von 15 Knoten um 11 bis 14 Prozent gesteigert werden. Als Manövrierhilfe sind im Bug zwei Querstrahlanlagen installiert. Um Rollbewegungen zu reduzieren, ist die Richard With mit einem Paar Stabilisatorflossen ausgerüstet.
Die Stromversorgung des Schiffes erfolgt über zwei Wellengeneratoren mit einer elektrischen Leistung von je 2.875 kVA. Zusätzlich verfügt das Schiff über zwei 1.500-kVA-Generatoren, die von Dieselmotoren des Typs Bergen Diesel KRG-8 angetrieben werden. Der Notstromgenerator leistet 265 kVA.
Seit August 2022 ist das Schiff mit zwei Dieselmotoren des Typs B33:45L6P von Bergen Engines und zwei Akkumulatoren mit einer Kapazität von jeweils 1120 kWh ausgestattet. Die Dieselmotoren verwenden Biodiesel und sind mit SCR-Katalysatoren ausgestattet. Dadurch verringern sich die CO2-Emissionen um mindestens 25 Prozent, die Stickstoff-Emissionen um 80 Prozent.

## Ausstattung
Die Richard With bot ursprünglich auf sieben Decks Platz für 691 Passagiere. In den 227 Kabinen standen 460 Betten zur Verfügung. Für 55 Autos waren Stellplätze auf dem Schiff vorhanden. Nach Umbauten bietet sie aktuell Platz für 590 Passagiere, verfügt über 199 Kabinen mit 458 Betten und Stellplätze für 45 Autos. Letztere können über eine Rampe auf der Backbordseite erreicht werden. An Bord gibt es neben einem Restaurant zwei Bistros sowie Aufenthalts- und Panoramasalons. Darüber hinaus stehen den Passagieren ein Fitnessraum, eine Sauna sowie ein Wellness-Center und zwei Whirlpools zur Verfügung.
Die Innenausstattung des Schiffes orientiert sich an der Natur Skandinaviens. Zahlreiche Bilder an Bord stammen von den Künstlern Karl Erik, Eva und Jan Harr aus Harstad.

## Galerie

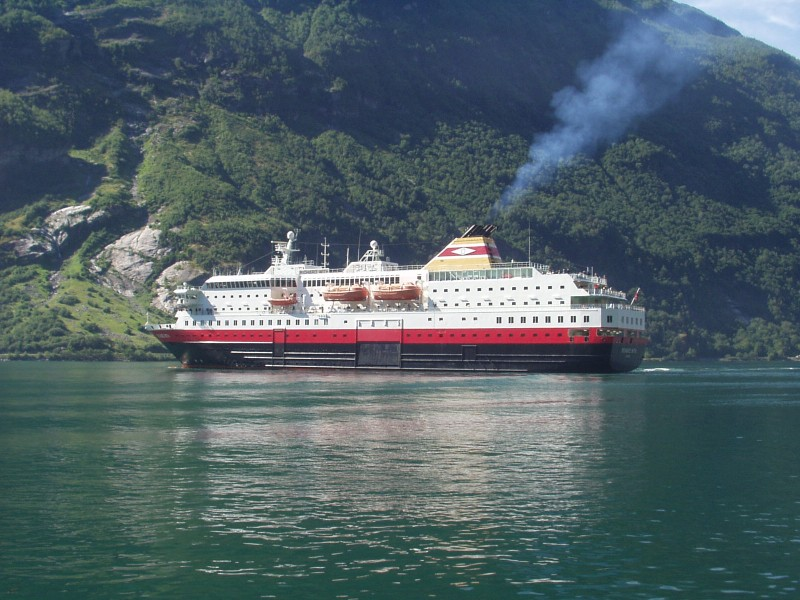
Richard With im Geirangerfjord 2005, noch in den Farben der OVDS
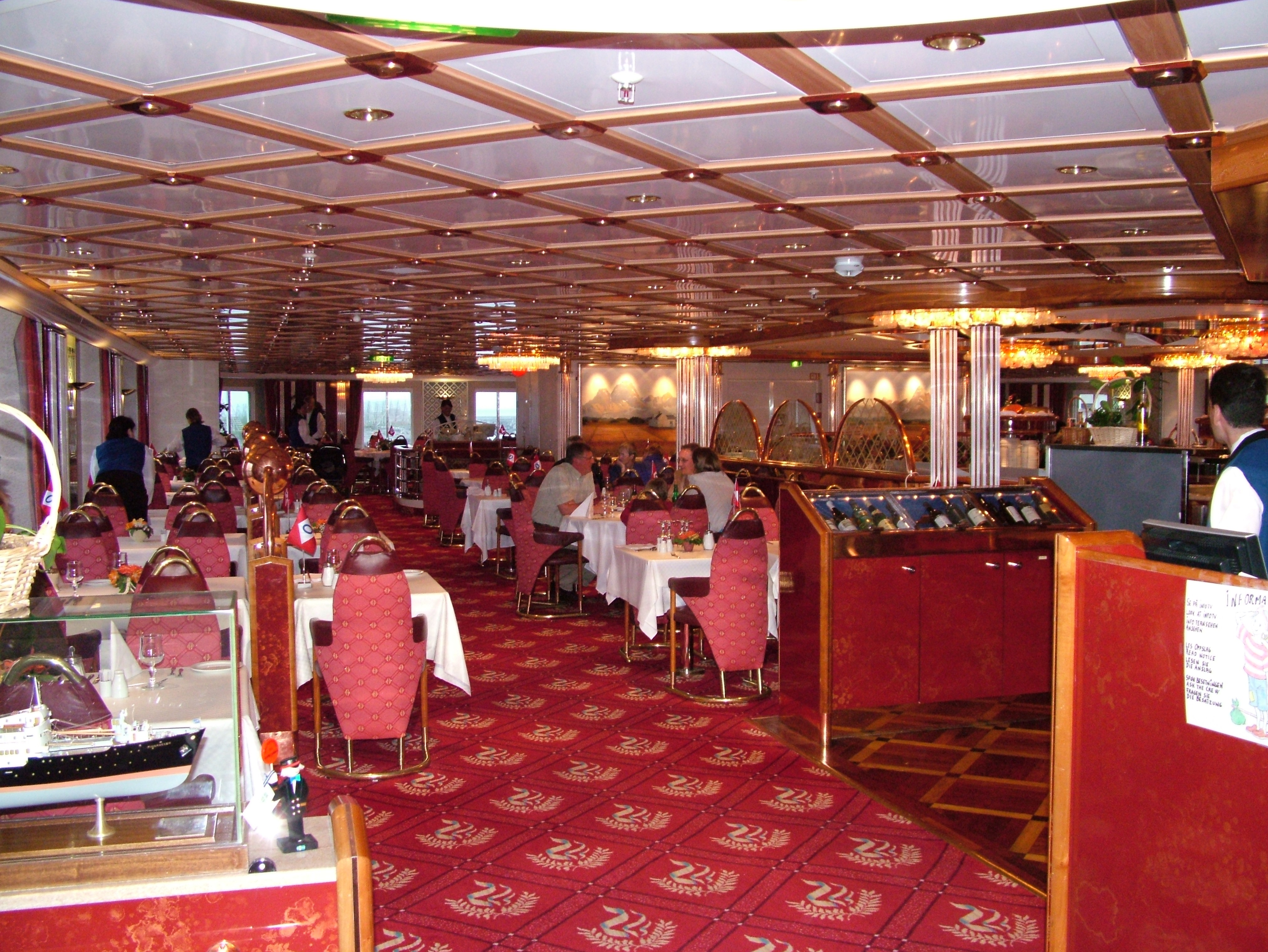
Restaurant auf der Richard With (Zustand 2005)
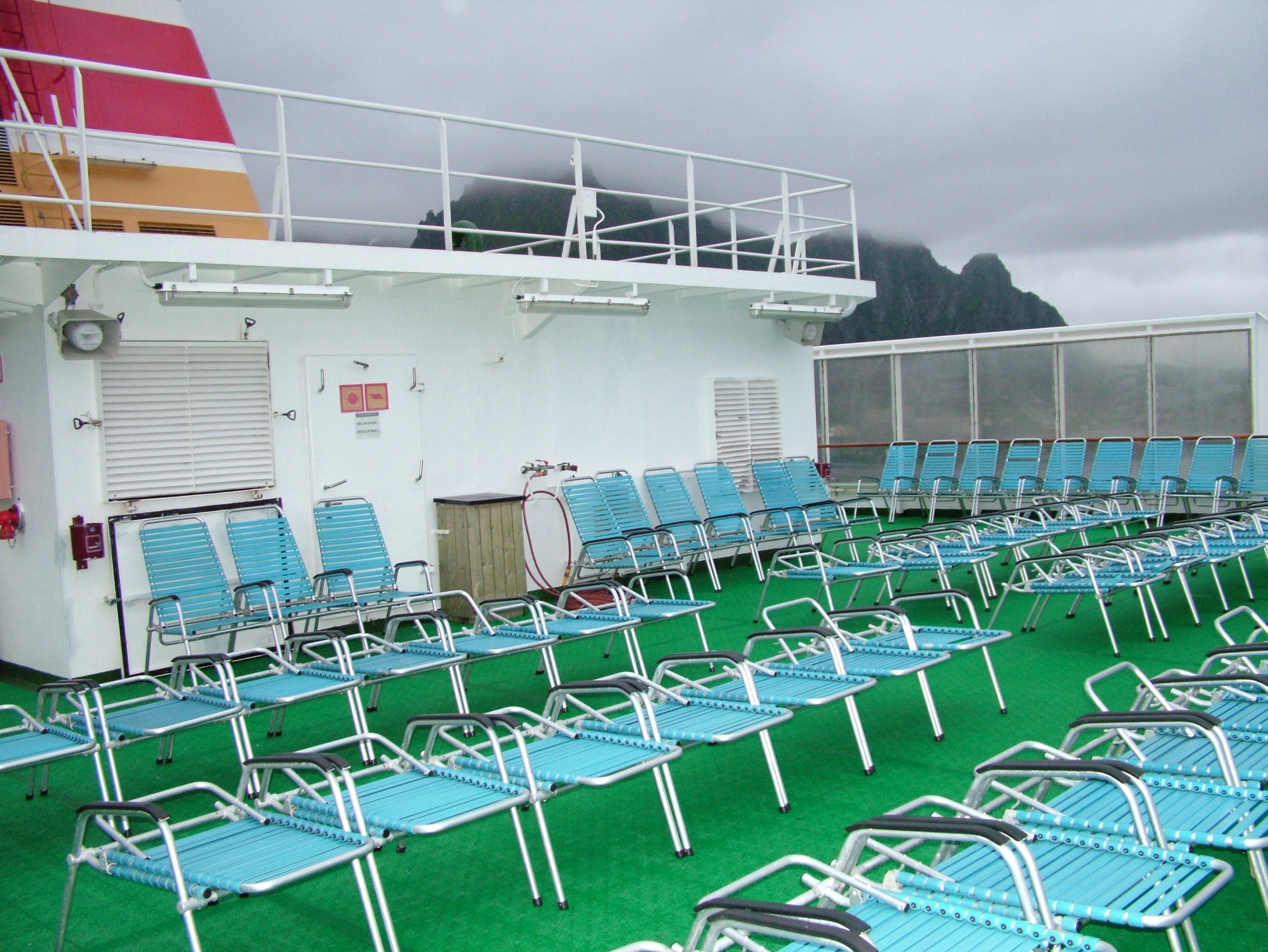
Sonnendeck der Richard With
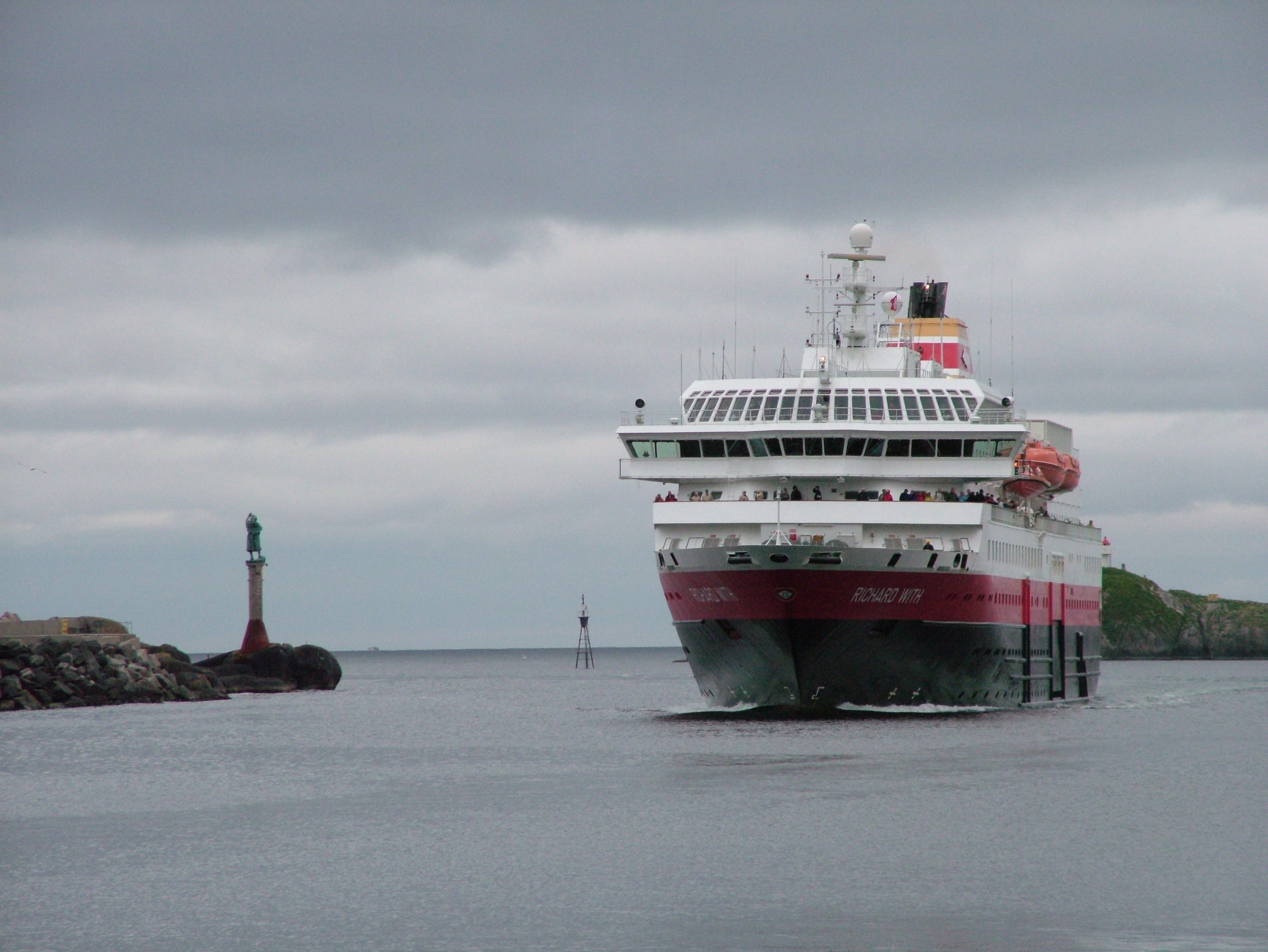
Richard With in Svolvær